# Al-Manar
Al Manar (àrab: المنار, Al-manār, ‘El far’) és un canal de televisió per satèl·lit del partit polític libanès Hesbol·là, que emet des de Beirut, la capital del Líban, oferint una alta producció de notícies, comentaris i entreteniment al servei de la unitat nacional libanesa i de la resistència islàmica.
Al-Manar TV, ha estat anomenada «el canal de la resistència antisionista» i és un mitjà de comunicació clau en el qual Hesbol·là anomena la seva «guerra psicològica contra l'enemic sionista». Ha esdevingut una part integral del pla de Hesbol·là per a difondre el seu missatge arreu del món àrab.
Actualment, la programació s'orienta cap a la cobertura de la causa de la llibertat del poble palestí, la resistència cap els Estats Units, i la coalició que va ocupar l'Iraq, i el foment de la resistència contra els governs imperialistes dels Estats Units i Israel.
Al-Manar TV, ha estat designada pels governants d'alguns països com "una entitat terrorista", i va ser prohibida en els Estats Units en desembre de 2004. També s'ha prohibit a França i a Espanya, i ha tingut alguns problemes de llicència per emetre a l'estranger, i no es troba disponible en els Països Baixos, al Canadà, ni a Austràlia, si bé no ha estat pas prohibida oficialment en cap d'aquestes nacions.
L'emissora va ser llançada pel partit Hesbol·là el 1991, amb l'ajuda i el finançament del govern iranià. El 2004 s'estimava que Al-Manar TV tenia entre 10 i 15 milions de televidents diaris a tot el món. Els crítics van reclamar que la programació d'Al-Manar TV estava influenciada pel govern xiita de l'Iran, en virtut que una part important del dèficit pressupostari del partit polític i del moviment d'alliberament Hesbol·là, era finançat pel govern de la República Islàmica de l'Iran, a través dels entre 100 i 200 milions de dòlars americans a l'any que el govern de l'Iran dona a Hesbol·là. Els funcionaris del canal Al-Manar TV neguen això fermament, dient que estan sent subvencionats pel partit libanès Hesbol·là, i que les donacions provenen d'altres fidels musulmans xiites, i no pas del govern iranià.